# Nacaduba cajetani
Nacaduba cajetani är en fjärilsart som beskrevs av Tite 1963. Nacaduba cajetani ingår i släktet Nacaduba och familjen juvelvingar. Inga underarter finns listade i Catalogue of Life.